# پیوتر پرنگوفسکی
پیوتر پرنگوفسکی (لهستانی: Piotr Pręgowski؛ زادهٔ ۱۵ فوریهٔ ۱۹۵۴) بازیگر اهل لهستان است. وی دوبلور لهستانی بو-بو خرسه در کارتون یوگی و دوستان بود.
از فیلم‌ها یا مجموعه‌های تلویزیونی که وی در آن‌ها نقش داشته‌است، می‌توان به سرنوشت‌های لهستانی، پیت‌بول، رانندگان جایگزین، سال‌های شیرین، پدر متیو، استتار، تدی خرسه، طایفه و جهان به روایت خانواده کیپسکی اشاره نمود.